# Antonio Molina Valls
Antonio Molina Valls (Badalona, 10 de novembre de 1927 - 4 d'agost de 2018) fou entrenador del Club Joventut Badalona en diferents moments de la història del club.
Molina va ser entrenador de les categories inferiors de la Penya i va arribar a entrenar el primer equip en dues ocasions entre els anys 1947 i 1970. Des de l'any 1970 va combinar la tasca a les pistes amb la feina de delegat federatiu del Club, i des del 1982, ja sense exercir de tècnic, també realitza de delegat de camp del primer equip.
Durant el partit entre el Joventut i el Manresa de la temporada 2007-08, el Club li va retre un homenatge pel seu 80è aniversari i els 60 anys de vinculació a l'entitat. A més rebé la medalla Forjadors de la Història Esportiva de Catalunya i fou nomenat Històric del Bàsquet Català.